# Adam Ptaszyński
Adam Ptaszyński (ur. 14 października 1924 w Grodźcu, zm. 13 marca 1984) – podpułkownik aparatu bezpieczeństwa publicznego PRL.

## Życiorys
Adam Ptaszyński urodził się 14 października 1924 roku w Grodźcu, w rodzinie Andrzeja i Marianny. Od 28 kwietnia 1945 roku do 18 września 1947 roku pełnił służbę w Brygadzie Zaporowej Korpusu Bezpieczeństwa Wewnętrznego. Brał udział w walkach z podziemiem niepodległościowym w województwach białostockim, gdańskim i bydgoskim. 
Na początku 1948 roku przeszedł ze służby w KBW do UB. Od 20 stycznia 1948 roku był wartownikiem w Powiatowym Urzędzie Bezpieczeństwa Publicznego w Tczewie, a od 1 czerwca 1948 roku młodszym referentem Referatu III. 15 lutego 1949 roku został młodszym referentem Referatu I tego urzędu. Od 1 kwietnia 1950 roku referent, a od 1 kwietnia 1951 roku starszy referent Sekcji 5 Wydziału I Wojewódzkim Urzędzie Bezpieczeństwa Publicznego w Gdańsku. 
15 stycznia 1952 roku został szefem Powiatowego Urzędu Bezpieczeństwa Publicznego w Malborku. 10 września 1952 roku został słuchaczem rocznej Szkoły Oficerskiej Centrum Wyszkolenia MBP w Legionowie. 15 września 1953 roku został szefem Powiatowego Urzędu Bezpieczeństwa Publicznego w Wejherowie. W 1954 roku został awansowany na porucznika. Następnie szef Powiatowego Urzędu do spraw Bezpieczeństwa Publicznego w Wejherowie. Od 21 kwietnia 1956 roku starszy oficer operacyjny Departamentu I Komitetu do spraw Bezpieczeństwa Publicznego. Od 1 lutego 1957 roku do 19 lipca 1958 roku był słuchaczem dwuletniej Szkoły Departamentu I Ministerstwa Spraw Wewnętrznych. 
1 sierpnia 1959 roku został starszym oficerem operacyjnym Departamentu I MSW. W 1961 roku został awansowany na kapitana. Od 1 listopada 1963 roku pełnił służbę w Wydziale IX Departamentu I MSW. 1 czerwca 1965 roku został mianowany inspektorem tego Wydziału. W maju 1966 roku został awansowany na majora. 1 września 1966 roku został inspektorem Departamentu I MSW. 5 czerwca 1970 roku został awansowany na podpułkownika. W latach 1959–1963 był rezydentem Departamentu I MSW w Berlinie Wschodnim, a w latach 1970–1972 wykonywał zadania Departamentu I MSW w Hagenwerder w NRD, oficjalnie jako asystent dyrektora polskiego przedsiębiorstwa budowlanego „Energoexport”. 30 września 1971 roku został zwolniony ze służby.

## Ordery i odznaczenia
- Krzyż Kawalerski Orderu Odrodzenia Polski (1971)
- Złoty Krzyż Zasługi (1965)
- Srebrny Krzyż Zasługi (1954)
- Medal „Za udział w walkach w obronie władzy ludowej” (1984)
- Złoty Medal „Siły Zbrojne w Służbie Ojczyzny” (1970)
- Srebrny Medal „Siły Zbrojne w Służbie Ojczyzny” (1966)
- Brązowy Medal „Za zasługi dla obronności kraju” (1969)
- Medal „Za udział w walkach o Berlin” (1971)
- Medal Zwycięstwa i Wolności 1945 (1971)
- Odznaka „20 lat w Służbie Narodu” (1965)